# Andrena monilia
Andrena monilia (лат.) — вид пчёл рода Andrena из семейства Andrenidae. Европа (Испания), Ближний Восток (Израиль, Иордания), Иран, Северная Африка (Алжир, Марокко и Тунис).

## Описание
Длина около 1 см. От близких видов отличается следующими признаками: проподеальный треугольник слабо выражен, без боковых килей, гладкий и с зернистой шагренью, более или менее блестящий на большей части своей площади. Голени состоят преимущественно из простых волосков, в крайнем случае с редкими и рассеянными перистыми волосками. Мезонотум с длинными волосками. Задняя поверхность заднего бедра с продольным рядом шипов или зубцов.